# Microrregión de Palmas
La microrregión de Palmas es una de las microrregiones del estado brasileño del Paraná perteneciente a la mesorregión Centro-sur Paranaense. Su población fue estimada en 2009 por el IBGE en 92.974 habitantes y está dividida en cinco municipios. Posee un área total de 5.405,917 km².

## Municipios
- Clevelândia
- Coronel Domingos Soares
- Honório Serpa
- Mangueirinha
- Palmas

- Datos: Q2212955